# کازوکو ایتو-یامایزومی
کازوکو ایتو-یامایزومی (انگلیسی: Kazuko Ito-Yamaizumi؛ زادهٔ ) یک بازیکن تنیس روی میز اهل ژاپن است. 
وی در مسابقات کشوری و بین‌المللی در مجموع برنده ۱۰ مدال طلا، ۱ مدال نقره، ۱ مدال برنز شده‌است.